# Ngo Dinh Nhu
Ngô Ðình Nhu, född 7 oktober 1910 i Phu Cam, Vietnam, död 2 november 1963 i Saigon, var en vietnamesisk politiker. Han var yngre bror till och främste politiske rådgivare åt president Ngo Dinh Diem.

## Biografi
Nhus familj härstammade från byn Phu Cam i centrala Vietnam. Han var den fjärde av sex söner. Nhu avlade examen vid École nationale des chartes, ett universitet i Paris som bedriver undervisning i handskriftskunskap och biblioteksvetenskap. Nhu kom att tjänstgöra vid Hanois nationalbibliotek. 1943 gifte han sig med Tran Le Xuan, med tiden känd som Madame Nhu.
Nhus äldre bror Diem utnämndes 1954 av kejsaren Bao Dai till premiärminister i Sydvietnam. I oktober följande år hölls en folkomröstning för att bestämma Sydvietnams framtid. Bao Dai motsatte sig omröstningen och krävde att monarkin skulle återinföras, medan Diem ville införa en regelrätt republik med sig själv som president. Diem vann valet med 98,2 %. I vissa områden erhöll han fler röster än det fanns röstberättigade.
Nhu hade ingen officiell post i Diems regering, men han styrde Sydvietnams södra regioner med hjälp av privatarméer och hemlig polis. Nhu hade kontroll över ARVN, Republiken Vietnams militära styrkor, för att upprätthålla Diems styre. Med hjälp av sin hemliga polis och angivare infiltrerade Nhu fackföreningar för att arrestera "misstänkta kommunister". Enligt beräkningar skall cirka 50 000 kommunister och andra misshagliga personer ha torterats och mördats under Diems år vid makten.
Under sommaren 1963 tilltog buddhisternas demonstrationer mot Diems förtryckarregim. Den 11 juni brände sig munken Thich Quang Duc till döds i protest mot förtrycket mot buddhisterna. Nhus specialstyrkor skövlade i augusti helgedomen Xa Loi i Saigon, misshandlade munkarna och beslagtog Thich Quang Ducs kremerade kvarlevor. Samtidigt plundrades andra buddhistiska helgedomar i landet, och Buddha-statyer förstördes. Omkring 1400 munkar greps av Nhus styrkor.
Med tiden försämrades Diems relation med USA, som krävde att Nhu skulle avsättas; Nhu vägrade dock att ge upp sin position. Den 1 november 1963 förövade en grupp vietnamesiska militärer under general Duong Van Minh en statskupp och avsatte president Diem. Gruppen motsatte sig Diems handhavande av den buddhistiska krisen och, generellt sett, Diems alltmer omfattande förtryck av minoritetsgrupper. USA, med president Kennedy i spetsen, hade känt till planerandet av kuppen och försäkrat att de inte skulle förhindra den.
Följande dag, den 2 november 1963, överlämnade sig Nhu och hans bror Diem till kuppmakarna med löfte om fri lejd för att få gå i exil. Istället greps bröderna och bakbands i ett pansarfordon för att föras till flygbasen Tan Son Nhut utanför Saigon. Vid en järnvägskorsning mördade kapten Nguyen Van Nhung, Minhs livvakt, Nhu och Diem; först högg han Nhu upprepade gånger med sin bajonett, därefter sköt han Diem i huvudet och slutligen sköt han även Nhu i huvudet.